# Dubbelplaat

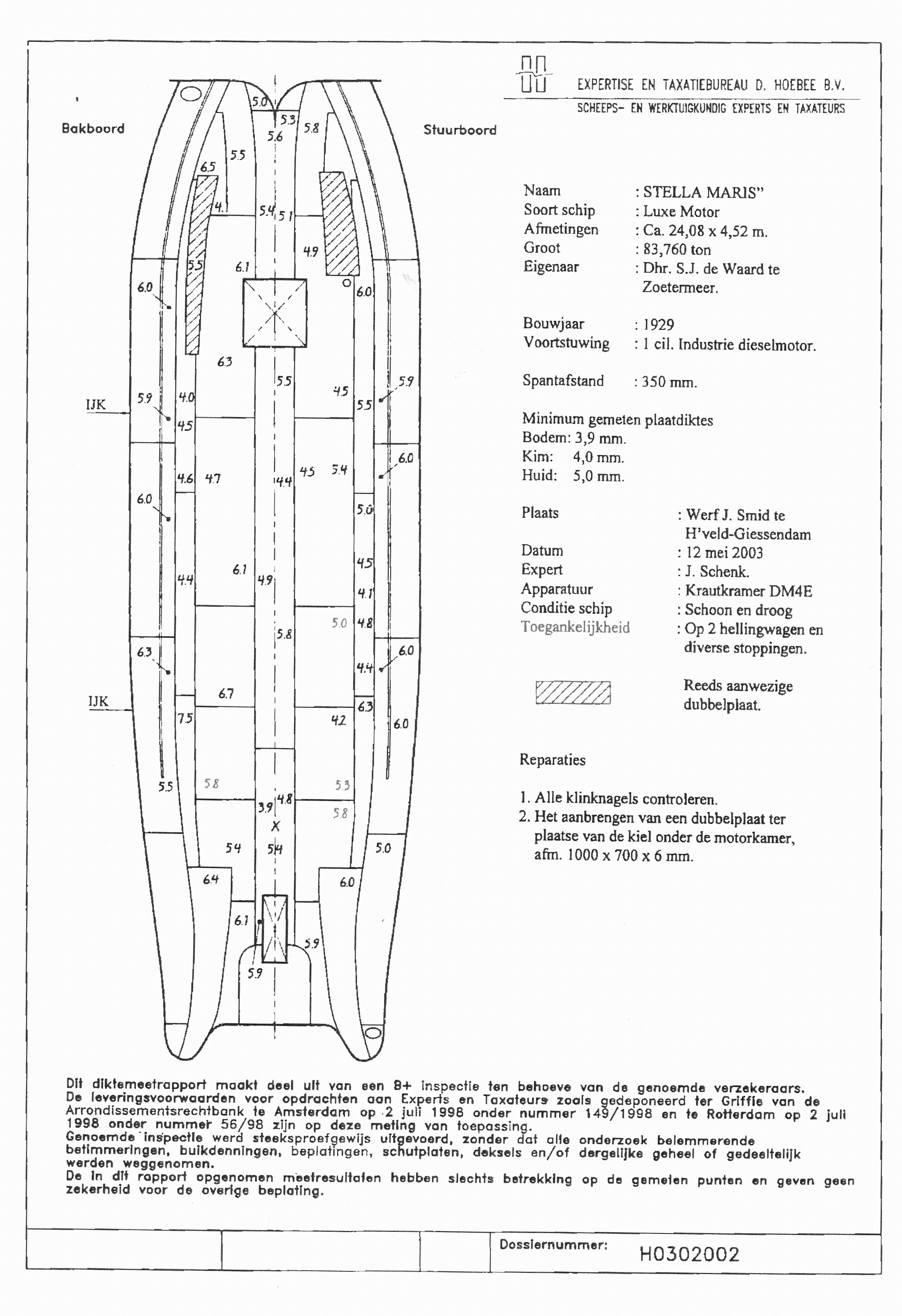
Inspectierapport met dubbelplaten

Een dubbelplaat is een staalplaat die over de bestaande huid van een schip wordt aangebracht om een te dun gedeelte voldoende dik en sterk te maken. 
Een schip kan dubbelingen hebben vanwege:
- dubbelplaten die bij de nieuwbouw of een verbouwing van een binnenschip volgens het in de reglementen bedoelde goed scheepsbouwgebruik op het vlak of de kimmen zijn aangebracht;
- dubbelplaten die worden aangebracht om schade of slijtage op te vangen en vernieuwing van de beplating van de scheepshuid uit te stellen.

Bij de verlenging van het certificaat van onderzoek moeten de delen waarop dubbelplaten zijn aangebracht specifiek worden onderzocht op de mogelijkheid die delen in de bestaande staat te laten. De aanwezigheid van dubbelplaten moet in het verslag over de meting van de dikte van de scheepshuid, het inspectierapport of klopbrief, zijn vermeld. Voor recreatieschepen geldt geen wettelijk reglement waaraan de kwaliteit moet voldoen.

## Nieuwbouw en verbouwing
Hierbij gaat het om:
- versterkingsplaten rond de openingen en doorvoeringen in de scheepshuid en aan dek (openingen voor mensen of leidingen, spuigaten, enz.);
- platen aan de hoeken van grote luiken;
- stroken van langsplaten ter hoogte van de berghoutsgang;
- plaatstroken ter voorkoming van slijtage door wrijving van de scheepshuidplaten (aan boeg en hek en eventueel ook op de kim en op de scheepszijde op een bepaalde afstand van de bodem);
- platen ter versterking van bepaalde plaatsen van de structuur onder bijzondere uitrustingen (bijvoorbeeld: ankerlieren, pompen, masten, kranen, lieren, ankers, enz.).

Als dubbelplaten in het kader van een verbouwing zijn aangebracht, mogen deze uitsluitend op platen worden aangebracht, waarvan de na de verbouwing berekende minimumdikte nog niet is bereikt en die ten minste 0,7 mm slijtagereserve hebben. Indien dit niet het geval is, moeten de platen waarop de dubbelplaten worden aangebracht eerst worden vernieuwd.

## Schade of slijtage

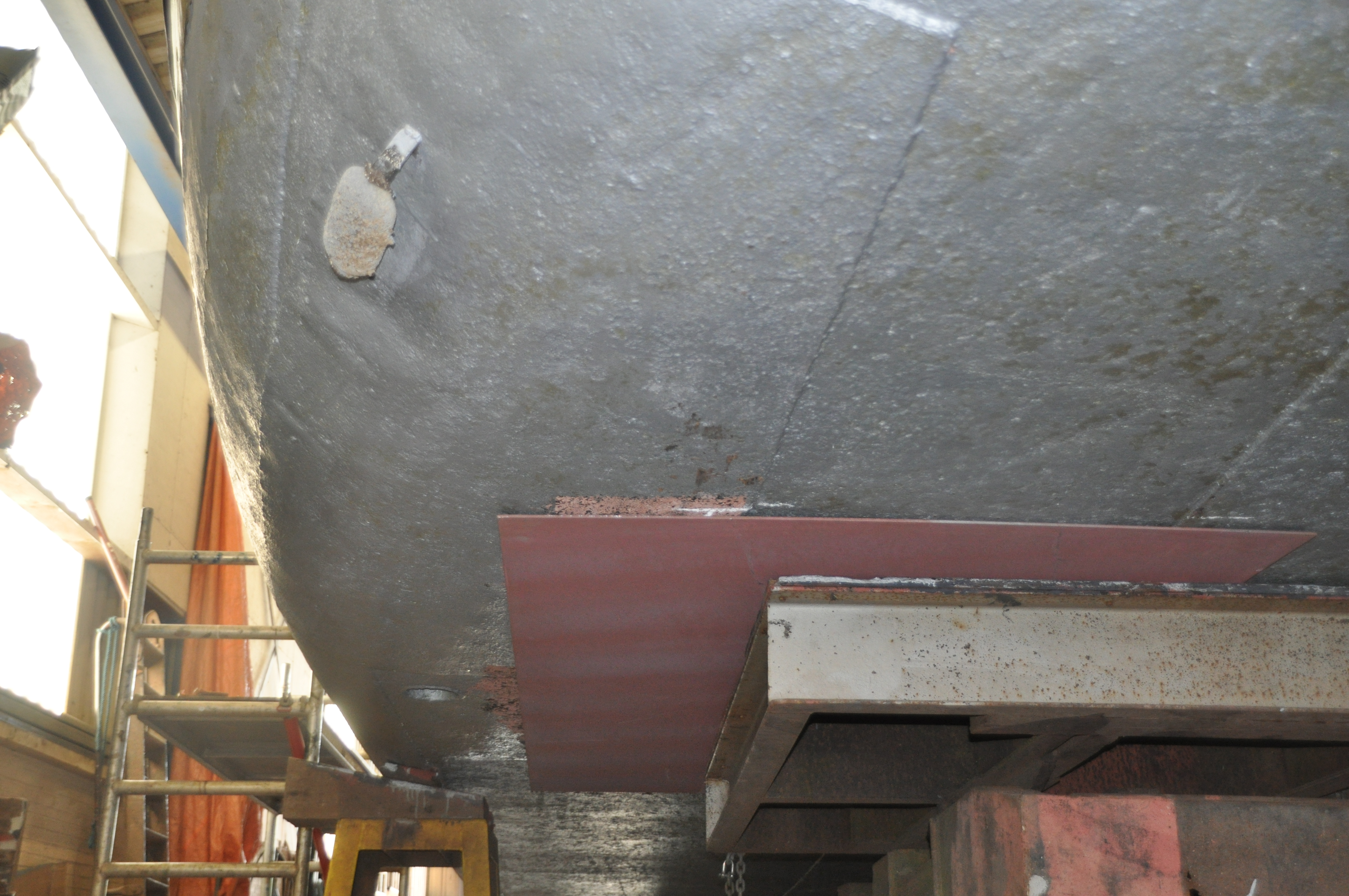
Een dubbelplaat klaar voor het lassen

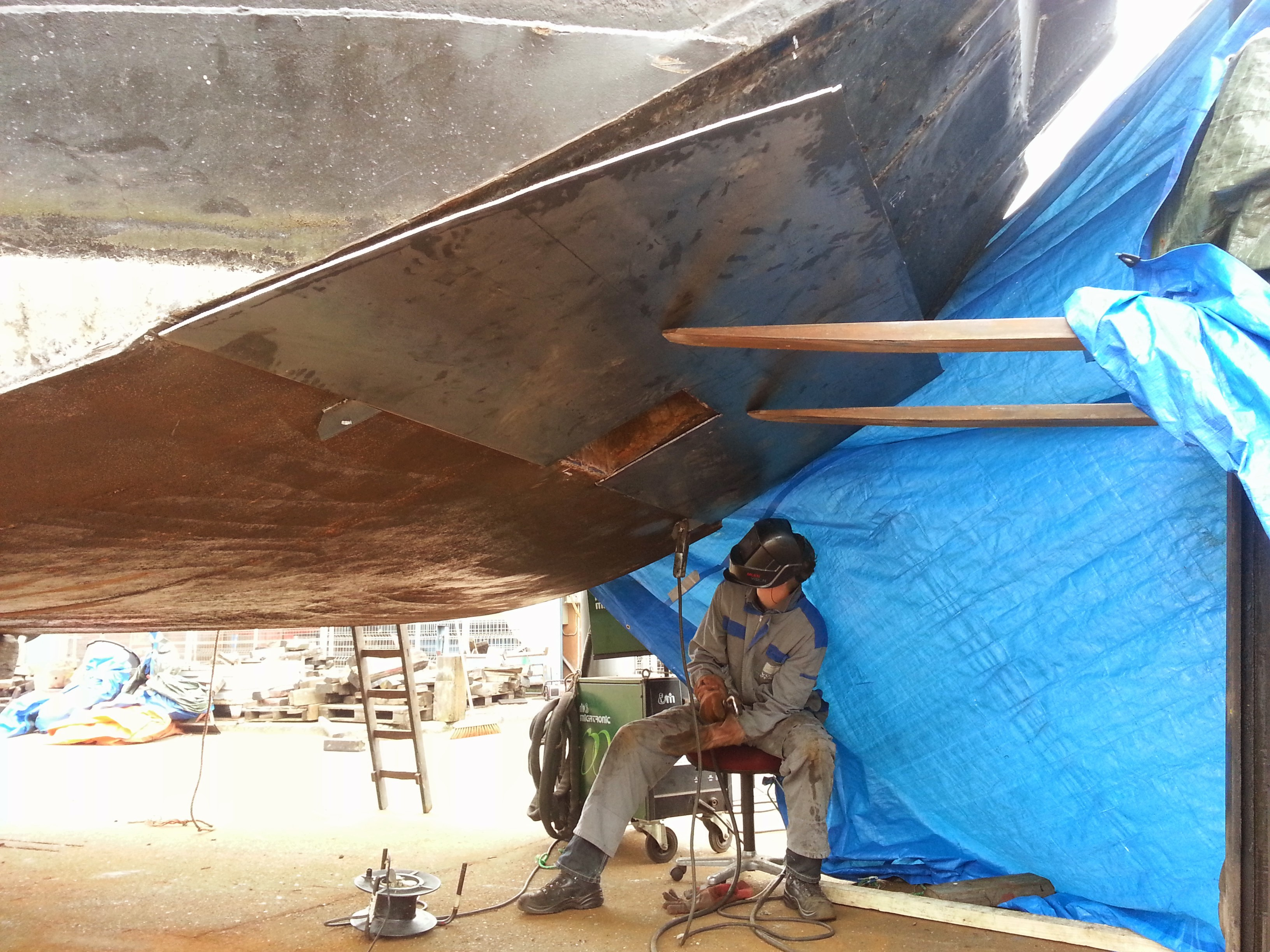
Een dekschuit wordt gedubbeld

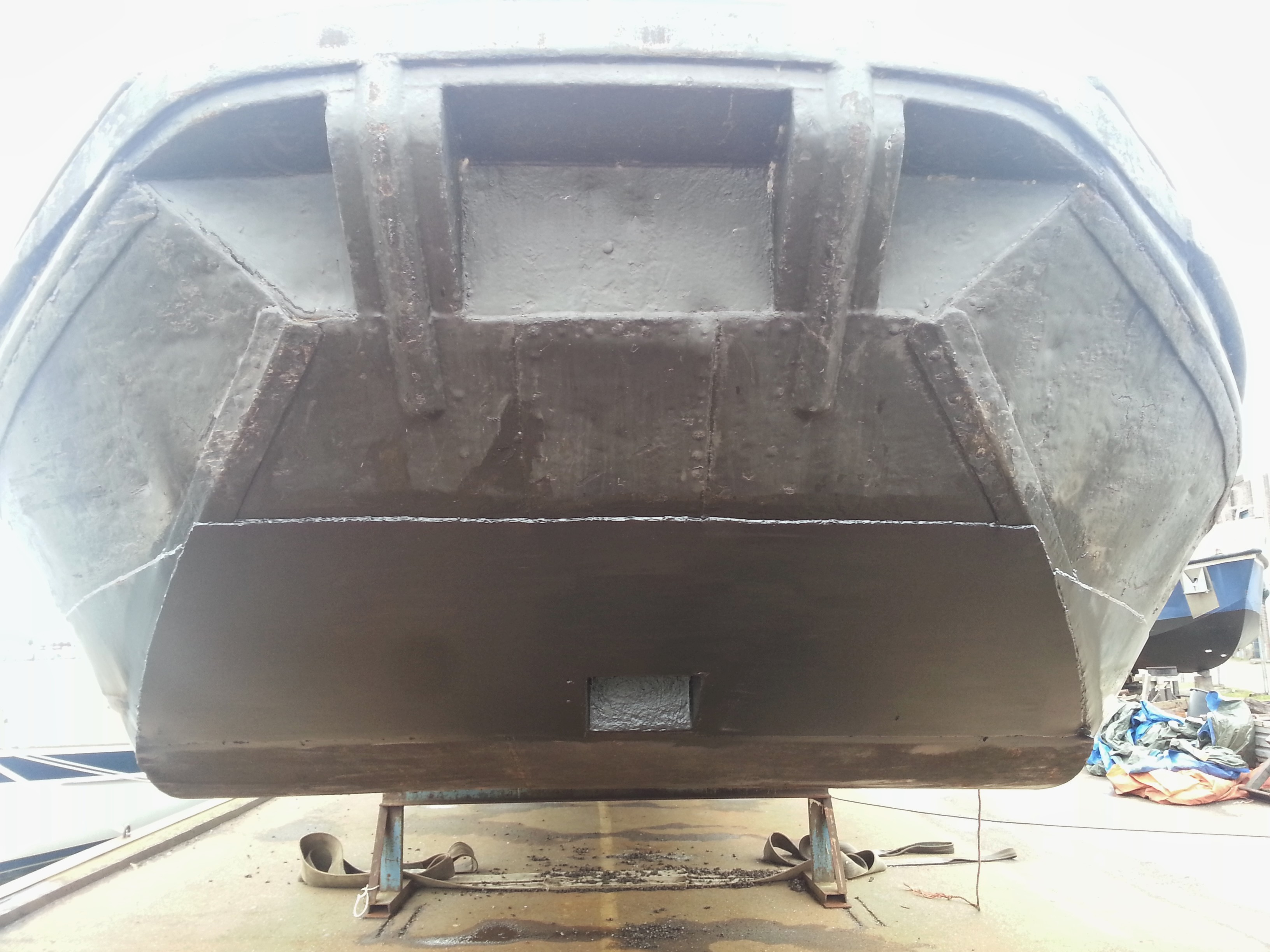
Een geheel gedubbelde dekschuit

In het geval dat bij een meting blijkt dat de scheephuid op een bepaalde plaats te dun is geworden, kan er een plaat over zo'n dunne plek in de huid heen worden gelast. Deze zorgt ervoor dat de minimaal vereiste dikte wordt bereikt. Het is toegestaan om dubbelplaten aan te brengen:
- op de plaats van een beschadiging door averij (voorlopige reparatie – geldigheid bepaald in het certificaat van onderzoek;
- op plaatsen van sterke, eventueel een gat veroorzakende, maar bijzonder lokale corrosie (putcorrosie), die de sterkte van de structuur niet ongunstig beïnvloedt (meestal onder een machinekamer of in de zone van het vlak van inzinking), met uitzondering van de bodem- en kimbeplating in de ladingzone;
- op plaatsen die onderhavig zijn aan wrijving, om de slijtage van de bestaande platen te stoppen (aanbrengen is uitsluitend toegestaan op platen die nog niet de minimumdikte hebben bereikt);
- op de kim moet de dubbelplaat bij voorkeur ten minste 70% van de lengte van het schip beslaan. Anders hebben de dubbelbeplaten een minimumlengte en een tussenafstand van ten minste (2,5 + L/40)m, of zij bestrijken ten minste een lengte die met het drievoud van de spantafstand overeenkomt bij schepen met een lengte van minder dan 45 m. Zij moeten aan beide zijden van de beschadigde zone ten minste een lengte die met de dubbele spantafstand overeenkomt, bestrijken;
- op de klinknaden om de waterbestendigheid te waarborgen;
- op het voor- en achterschip buiten de ladingzone.

Het is formeel niet toegestaan:
- op platen die de minimaal toegestane dikte bereikt hebben of te dun zijn geworden;
- op door corrosie ontstane gaten in de scheepshuid;
- op grote oppervlakten in de ladingzone;
- op overlappende dwarslasnaden;
- op de centrale zone van de bodem van een vrachtschip tussen het voorste schot van het voorlaadruim en het achterste schot van het achterlaadruim;
- in de ladingzone van tankschepen, tankduwbakken en sleeptankschepen die gevaarlijke stoffen vervoeren;
- bij tanks die brandbare vloeistoffen bevatten, behalve op plaatsen die onderhavig zijn aan wrijving;
- op platen of naden die door knikken zijn vervormd, of tekenen van vermoeidheid tonen;
- op bestaande dubbelplaten.

## Aanbrengen

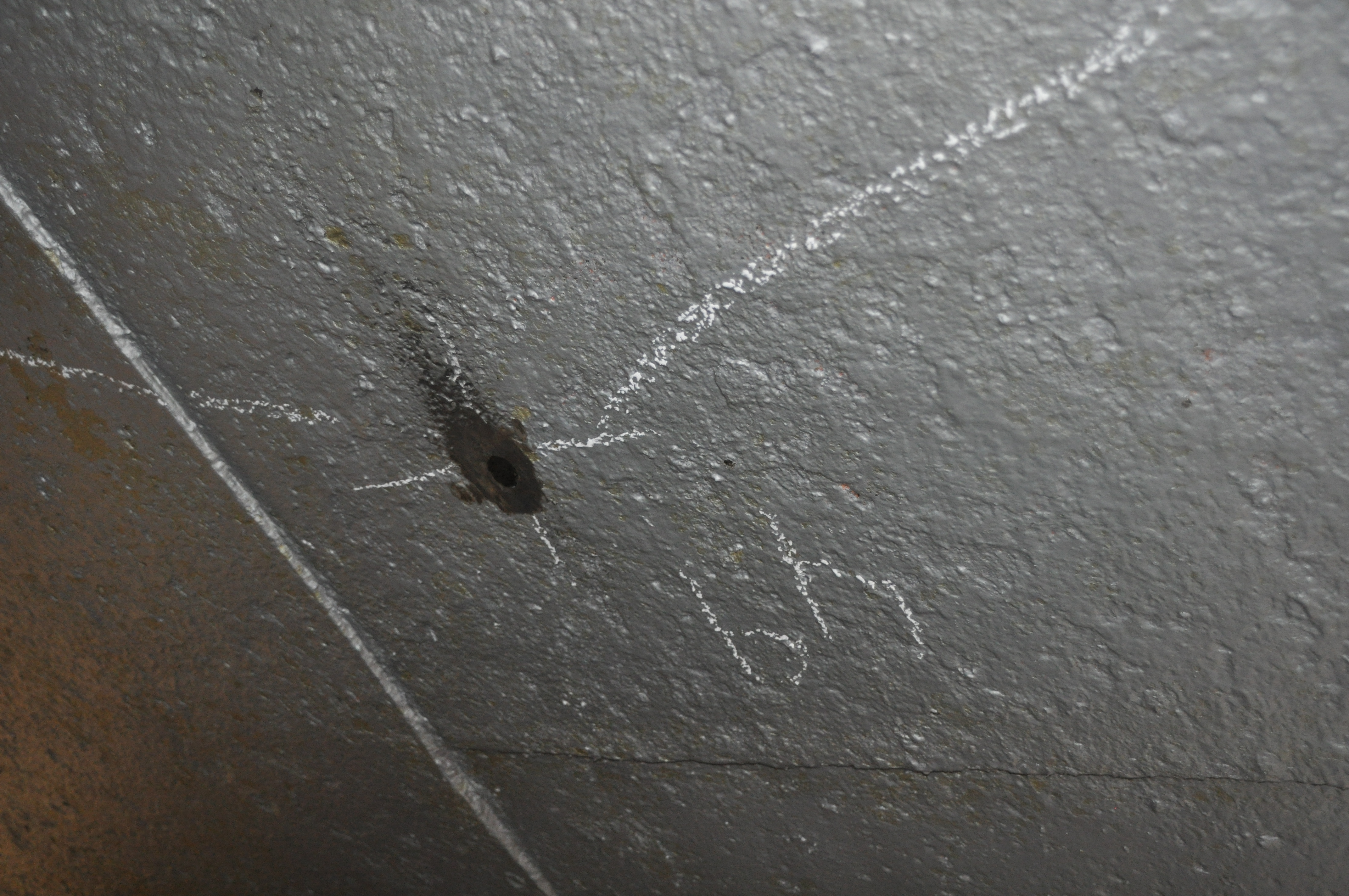
Gemeten waarde voor het mooi iets te dun geworden

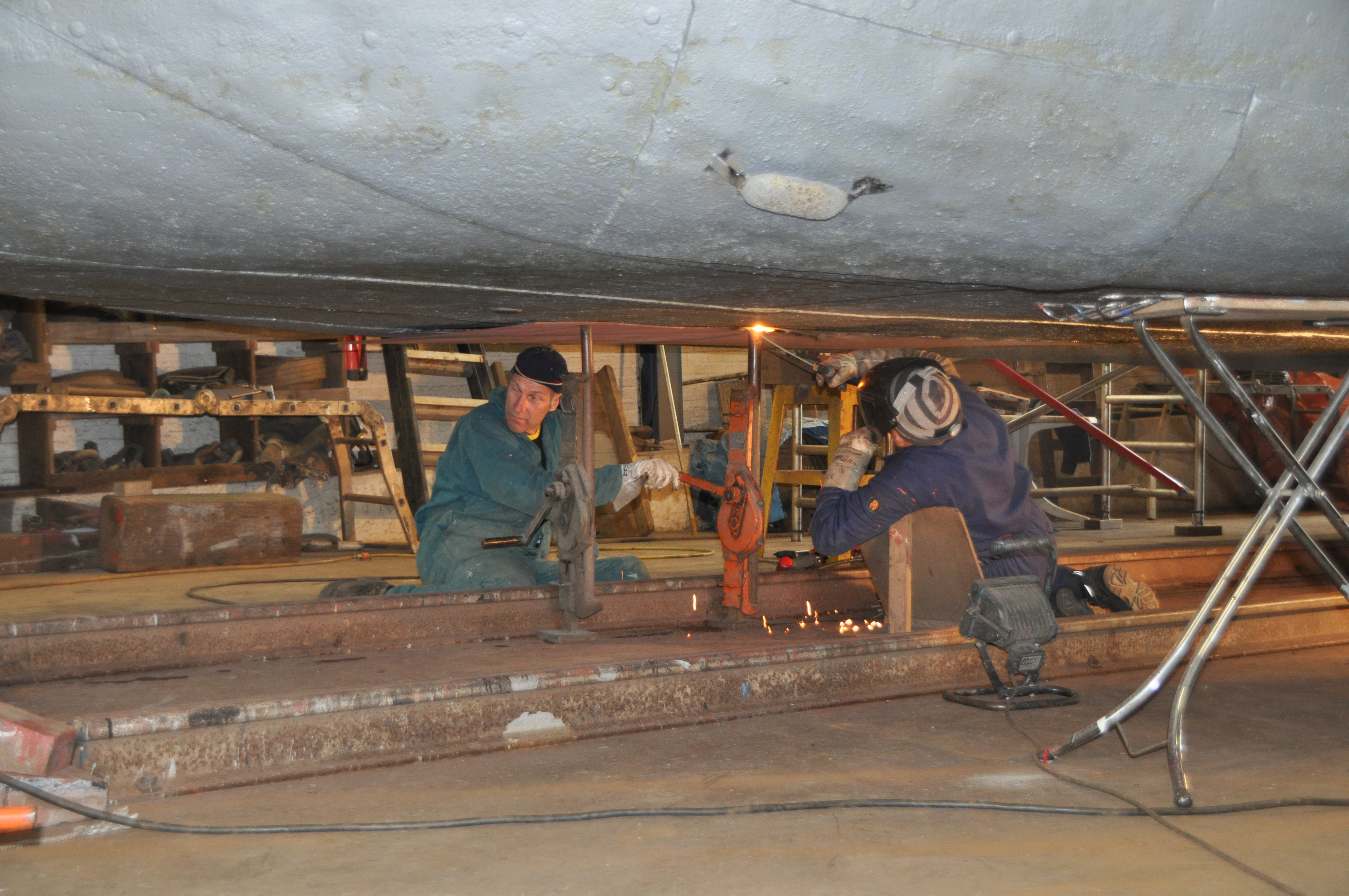
Een dubbelplaat wordt aangebracht

- Dubbelplaten moeten volgens de geldende voorschriften aangebracht en gelast worden,
- de breedte van slijtplaten ligt tussen 200 en 300 mm,
- de platen aangebracht ter versterking van de langsbalk zouden niet breder mogen zijn dan 600 mm,
- de dikte van een dubbelplaat moet liggen tussen een- en anderhalfmaal de dikte van de plaat waarop de dubbelplaat is aangebracht,
- dubbelplaten die zijn aangebracht om slijtage op te vangen of vernieuwing van de beplating van de scheephuid uit te stellen, moeten worden vervangen zodra zij zijn afgesleten tot een dikte van minder dan 3 mm.

Bij stalen schepen is een plaatselijke huiddikteafname bijna altijd minder wanneer er een kathodische bescherming is aangebracht.

In de praktijk is het aanbrengen van een dubbelplaat vaktechnisch veel minder ingewikkeld dan het vervangen van een deel van de huid. Staal dat ervoor wordt gebruikt laat zich relatief eenvoudig in de vorm plooien door de plaat met een dommekracht met hoge plaatselijke vlaktedruk tegen de bestaande huid te persen.

## Nationaal versus internationaal
In 2006 werd een Europese richtlijn van kracht die de technische eisen aan binnenschepen harmoniseerde. De sterkte van de scheepsromp moet zodanig zijn dat zij in overeenstemming is met de belasting waaraan de romp onder normale omstandigheden is blootgesteld. Er wordt Europees echter verschillend gedacht over het aanbrengen van dubbelplaten in het geval van schade of slijtage. In Nederland werd voor het aanbrengen van dubbelplaten op de scheepshuid gebruikgemaakt van een beleidsregel. Deze 'Beleidsregel minimale dikte van de bodem-, kim- en zijbeplating van de scheepshuid van schepen voor de binnenvaart' is echter komen te vervallen. Het doel van deze dienstinstructie was juist om de voorschriften in het kader van het onderhoud van de sterkte van de scheepsromp (artikel 3.02, eerste lid) en van vernieuwing of reparatie van de beplating van de scheepshuid (artikel 3.02, eerste lid, onderdeel c, laatste volzin en artikel 15.02, eerste lid, onderdeel d) te verduidelijken.
In Nederland en België wordt door het dubbelen veel geld bespaard, omdat dan niet de gehele huid op die plaats behoeft te worden vervangen. Vooral voor oudere schepen die voor bewoning zijn ingetimmerd zou dat met grote kosten gepaard gaan. Er zijn geen gevallen bekend waarbij het dubbelen van de huid tot ongevallen heeft geleid. Desondanks zijn er voorstellen in Europees verband om het dubbelen van schepen te verbieden of sterk te beperken.
Internationaal is men het er over eens dat het dubbelen eigenlijk vermeden dient te worden of zouden dergelijke platen uitsluitend in enkele specifieke gevallen aangebracht moeten worden. Het Europees overleg vindt plaats in de JWG (Joint Working Group for experts van de EU en CCNR lidstaten betreffende de technische eisen aan binnenschepen) te Brussel, waar in tegenstelling tot de Centrale Commissie voor de Rijnvaart (CCR) meerderheidsbesluiten worden genomen en een lidstaat geen veto heeft zoals dat wel in de CCR het geval is. Er zijn sinds 2008 Franse voorstellen om het dubbelen sterk te beperken, bijvoorbeeld door het niet meer toestaan van dubbelen van de kimmen, vooronders en de machinekamers etc. Ook varende woonschepen etc. die certificaat plichtig worden in 2018 vallen hier dan onder. Het doel daarvan is om in Europa toch uniforme regels te laten gelden. De Nederlandse delegatie heeft hierop gereageerd door te wijzen op die in Nederland gehanteerde beleidsregel. Aanvankelijk leek deze internationaal overgenomen te worden. Helaas weken de wijzigingsvoorstellen voor een dienstinstructie sterk af van de Nederlandse beleidsregel.
In de regelgeving staat dat voor plaatselijke kleine plekken een tolerantie van 10% in plaatdikte is toegestaan. De verzwaring ten opzichte van de oude regeling is, dat de waarde van 85% van minimum dikte, waarover nog gedubbeld mocht worden, opgehoogd is naar 100%. Nederland voorziet dat als oude verdubbelingen nu te dun blijken te zijn en vervangen moeten worden in vrijwel alle gevallen de onderliggende plaat nog te dun is om gedubbeld te worden en dus helemaal vervangen moet worden.